# Guizhouacris xiai
Guizhouacris xiai is een rechtvleugelig insect uit de familie Dericorythidae. De wetenschappelijke naam van deze soort is voor het eerst geldig gepubliceerd in 2006 door Yin & Li.